# 穆罕默德·赛义德帕夏

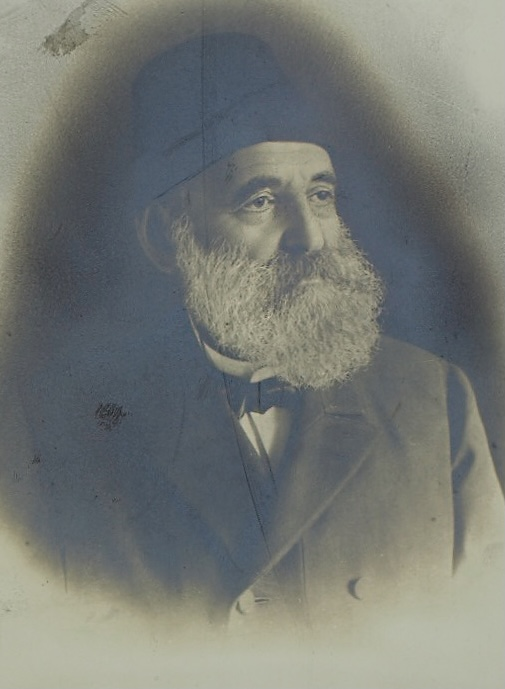
穆罕默德·赛义德帕夏

穆罕默德·赛义德帕夏（鄂圖曼土耳其語：‎；1838年—1914年3月1日），他是奥斯曼帝国的自由派君主主义者、上议院议员、资深政治家和土耳其报纸的编辑，同时他也是1913年政变后上台的青年土耳其党人所不喜欢的政治家之一。赛义德帕夏是苏丹阿卜杜勒·哈米德二世在位期间任职时间最长的大维齐尔（共计组阁八次），他以其出众的政治智慧、机会主义和怀疑精神而著称。

## 生平
1876年阿卜杜勒-哈米德二世即位后不久，赛义德帕夏即成为苏丹侧近的首席秘书，他在为实现苏丹巩固中央集权的计划中做出了贡献。其后他相继成为内政大臣和布尔萨总督，并于1879年首次担任大维齐尔。他在阿卜杜勒-哈米德二世在位期间七次担任大维齐尔，并在其继任者穆罕默德五世时期担任过一次。他以抵制欧洲列强在奥斯曼帝国境内的扩张渗透而闻名。
1896年，他因反对苏丹镇压亚美尼亚人的政策而出逃至英国驻君士坦丁堡的大使馆避难，之后尽管得到了苏丹对他的人身自由和安全的书面保证，但实际上他仍然被软禁在自己的宅邸。在1908年革命期间，他再度因领导立宪运动而声名鹊起；当年7月22日，他接替守旧派穆罕默德·法里德帕夏成为大维齐尔，但旋即于8月6日他便遭到了阿卜杜勒-哈米德二世的排挤而下野，其后不久他加入了以推行宪政改革为目标的团结与进步委员会。
在1911年至1912年的意土战争期间，他再次被新任苏丹穆罕默德五世任命为大维齐尔，随后在1912年土耳其政变期间，被自由和谐党领导的新内阁取而代之。然而，在1913年的政变之后，团结与进步委员会重新上台掌权。1914年3月1日，穆罕默德·赛义德帕夏病逝于君士坦丁堡。